# Westwaggon

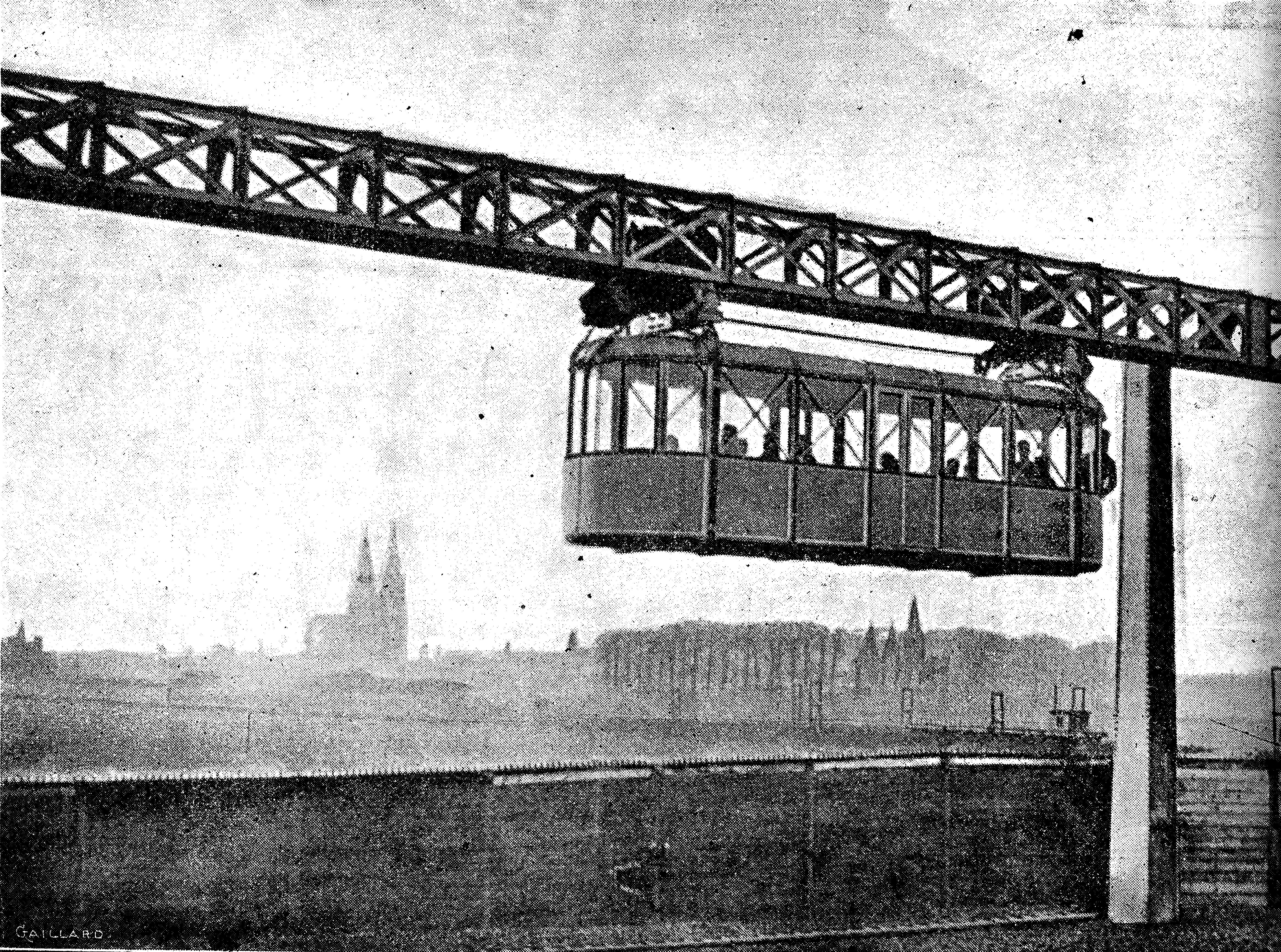
Testbana för Eugen Langens hängbana på van der Zypen & Charliers fabriksområde i Deutz i Köln

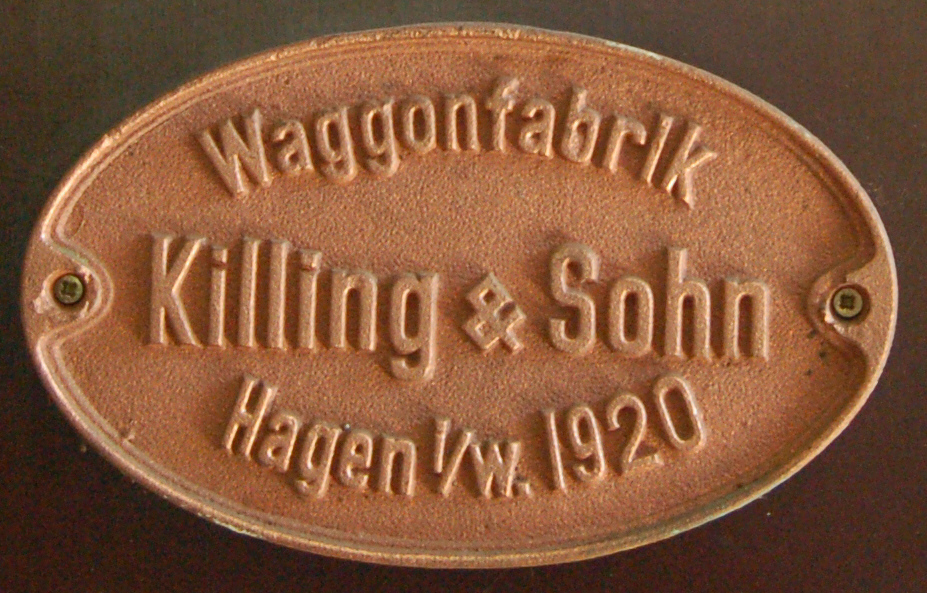
Killing & Sohns skylt från 1920

Westwaggon, egentligen Vereinigte Westdeutsche Waggonfabriken, var ett tyskt verkstadsföretag i Köln, som tillverkade rälsfordon, inklusive motorvagnar och spårvagnar. 

## Historik
Efter första världskriget minskade marknaden för rälsfordon markant, vilket ledde till en rad fusioner av tillverkare. Van der Zypen & Charlier i Deutz övertog 1927/28 med stöd av Deutsche Bank efter upplösningen 1926 av kartellen Eisenbahn-Liefergemeinschaft GmbH Killing & Sohn i Hagen och Düsseldorfer Eisenbahnbedarf (tidigare Carl Weyer & Co.) i Düsseldorf. Namnet på det fusionerade företaget blev Vereinigte Westdeutsche Waggonfabriken AG (Westwaggon). 
År 1928 införlivades företaget Waggonfabrik der Gebrüder Gastell i Mainz-Mombach. År 1930 övertogs Waggonfabrik Fuchs i Heidelberg, som dock snart såldes vidare. 
År 1951 påbörjades ett nära samarbete med Kölnföretaget Klöckner-Humboldt-Deutz AG. Detta företag övertog Westwaggon 1959, varefter produktionen av rälsfordon under namnet Westwaggon lades ned. Boggietillverkningen såldes till Waggon Union 1975.

## Exempel på Westwaggons rälsfordon
- En treaxlad spårvagn som tillverkades från 1930-talet till 1950-talet
- Den dieseldrivna expressmotorvagnen DR 137 155 Leichtbau-Schnelltriebwagen från 1938, konstruerad av Franz Kruckenberg (1882–1965)
- Åtta dubbelmotorvagnar av typ CFL-Baureihe Z 200 till Chemins de Fer Luxembourgeois 1956

### Del av Klöckner Humboldt Deutz
Övertagandet av Klöckner Humboldt Deutz ledde till rationalisering av produktionen så att tillverkning av lokomotiv och motorvagnar helt förlades till Köln, medan fabriken i Mainz producerade Magirus-Deutz-bussar. Tillverkningen av större diesellokomotiv inom koncernen lades ned, och fortsättningsvis gjordes endast mindre lokomotiv för bergbanor och industrijärnvägar samt växellok. 
Genom nedläggning av många spårvägar i många städer och på grund av hård konkurrens av det framgångsrika Duewag under 1950- och 1960-talen, lades spårvagnsproduktionen ned 1964, trots att Westwaggon fortfarande under 1950-talet var den näst största tillverkaren i Tyskland. År 1970 upphörde tillverkningen av lokomotiv. 
Klöckner Humboldt Deutz blev känt för de silverfärgade elektriska Leichttriebwagen på Köln-Bonner Eisenbahnen. Under namnet Silberpfeile kördes de också på Rheinuferbahn under 1960-talet med högre hastighet mellan Köln och Bonn än Deutsche Bundesbahns tåg där. Det första exemplaret levererades 1960, och serieproduktionen skedde sedan till 1964 av Waggonfabrik Donauwörth.
Till detta kom tillverkning av gods- och personvagnar, dieselmotorvagnar, tunnelbanetåg för Berlin och Hamburg och olika spårvagnar  framför allt för trafikföretag i Rheinland, Ruhrområdet och Mainz.

## Bildgalleri

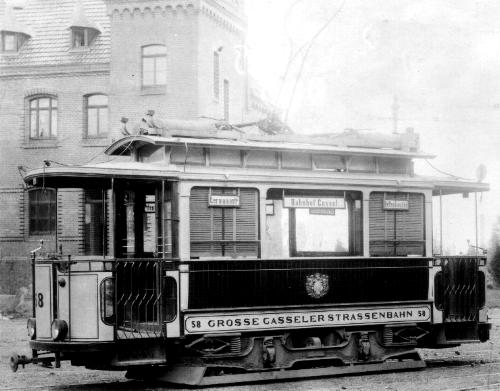
Motorvagn för Grossen Casseler Strassenbahn, som byggdes 1899 av van der Zypen & Charlier
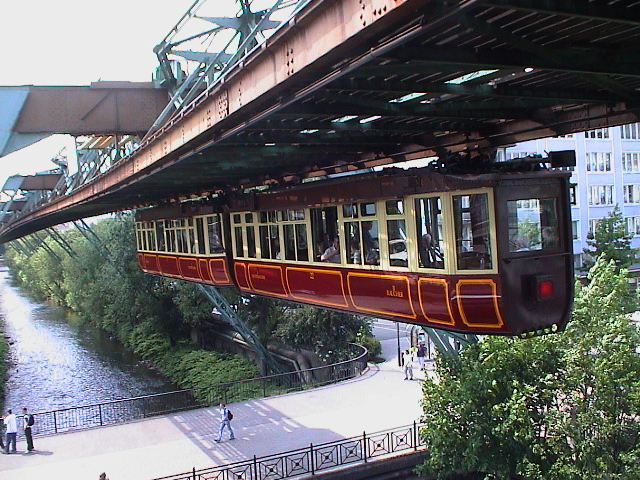
Kejsarvagnen, levererad av Van der Zypen & Charlier till Wuppertals hängbana omkring 1901
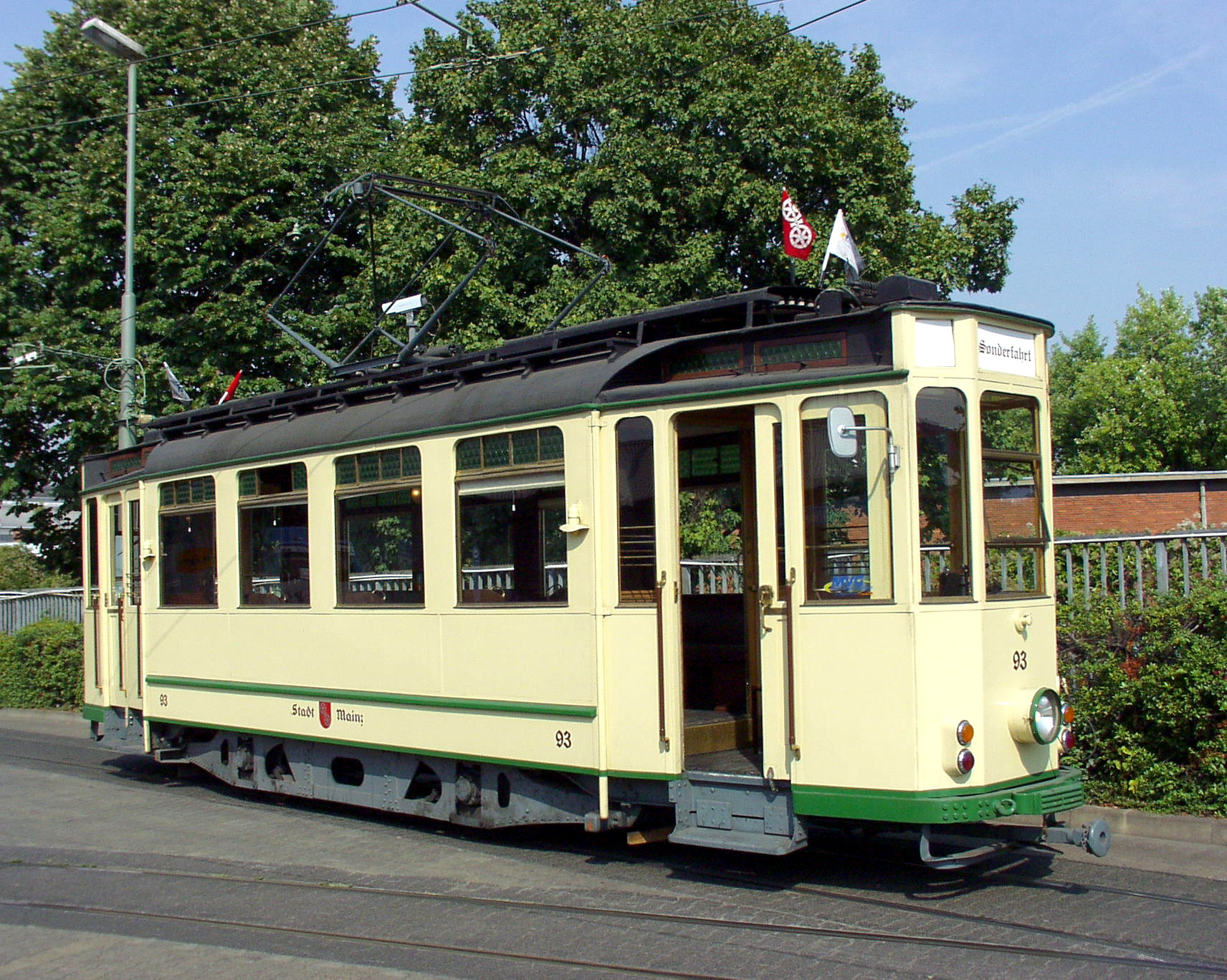
Spårvagn från 1929 i Mainz
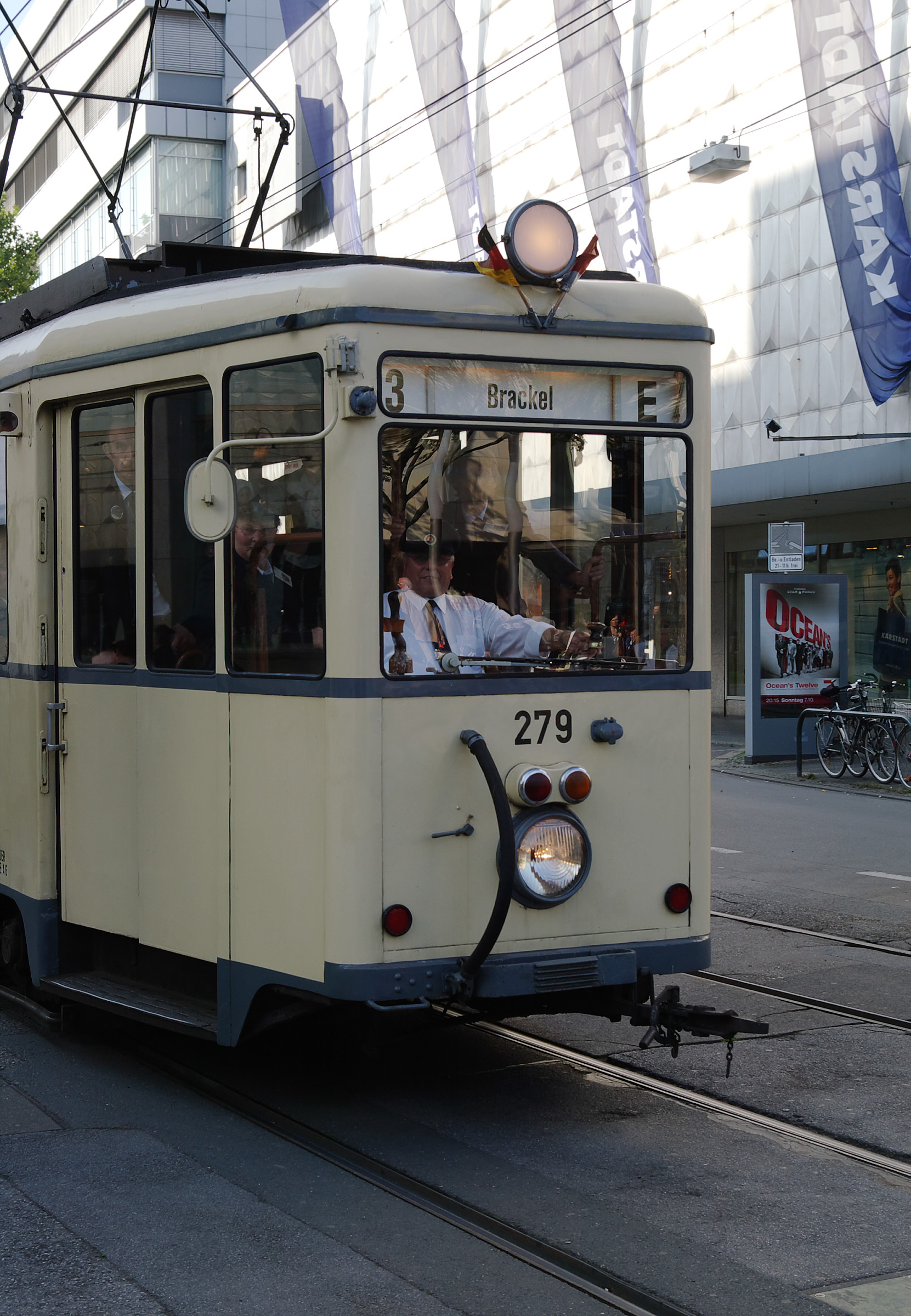
Spårvagn i Dortmund från 1950
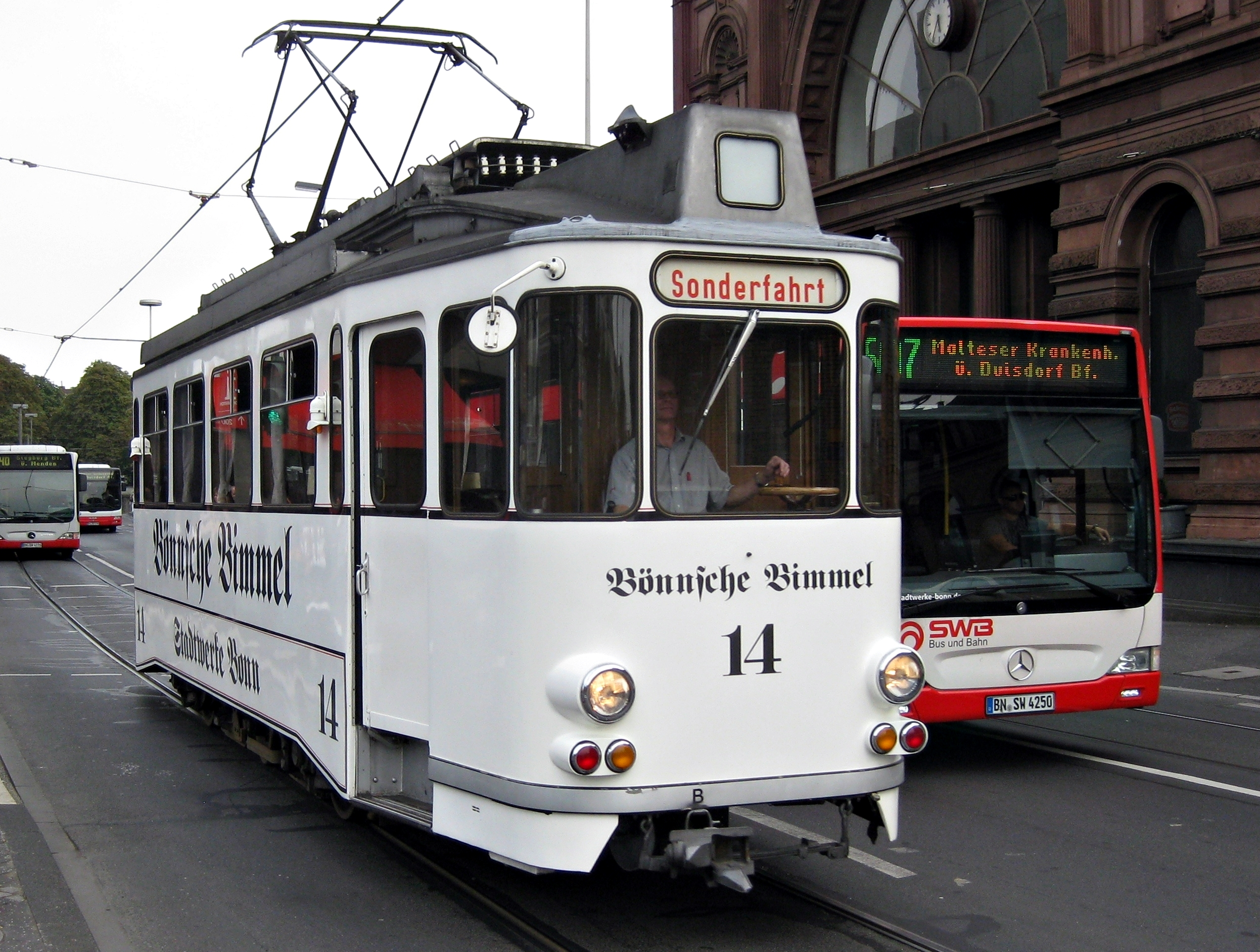
Museispårvagnen Bönnsche Bimmel i Bonn, moderniserad partyspårvagn från Herbrand/Westwaggon, modell T3
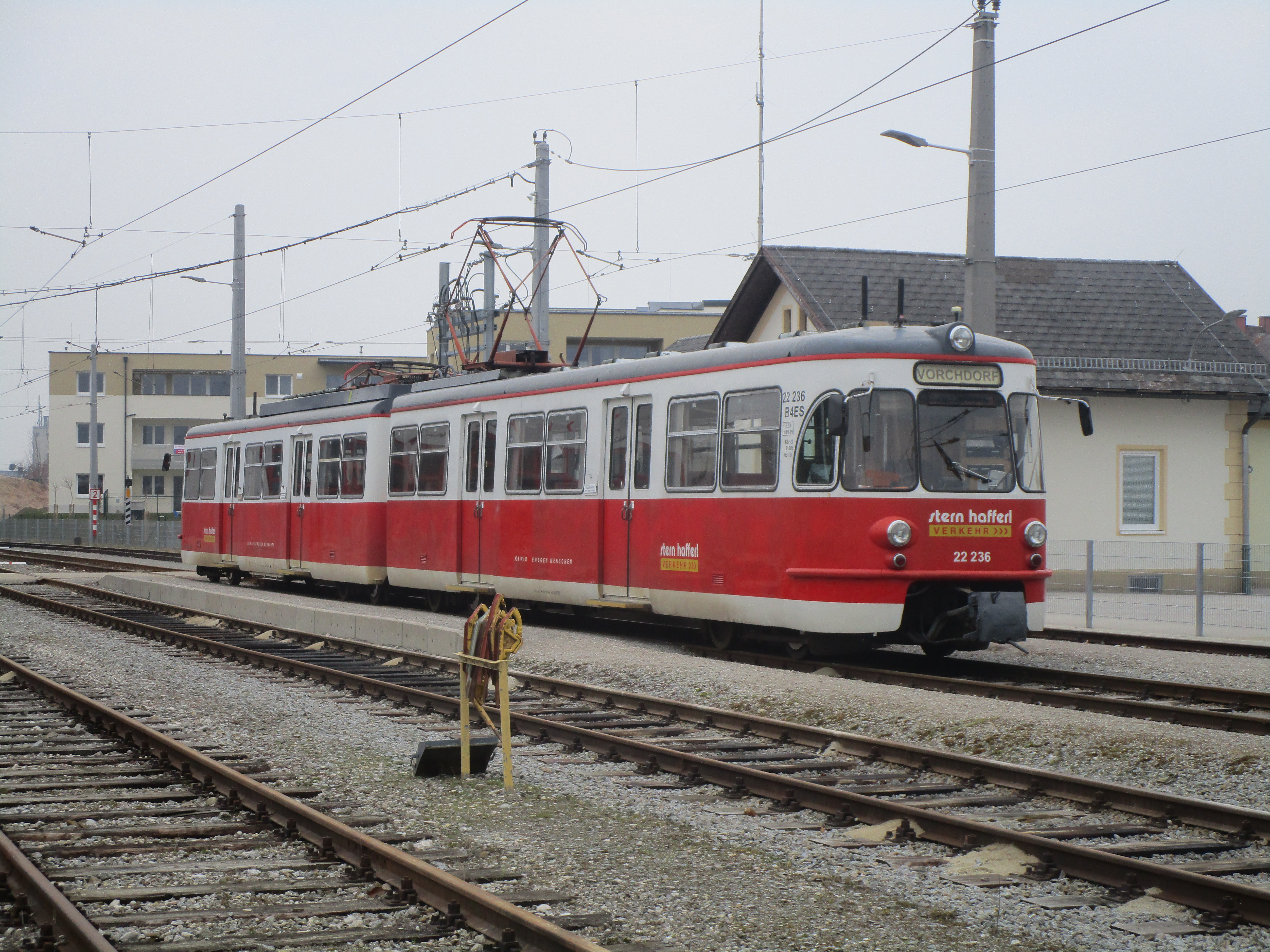
Motorvagn för Stern und Hafferl Verkehr i Vorchdorf i Österrike
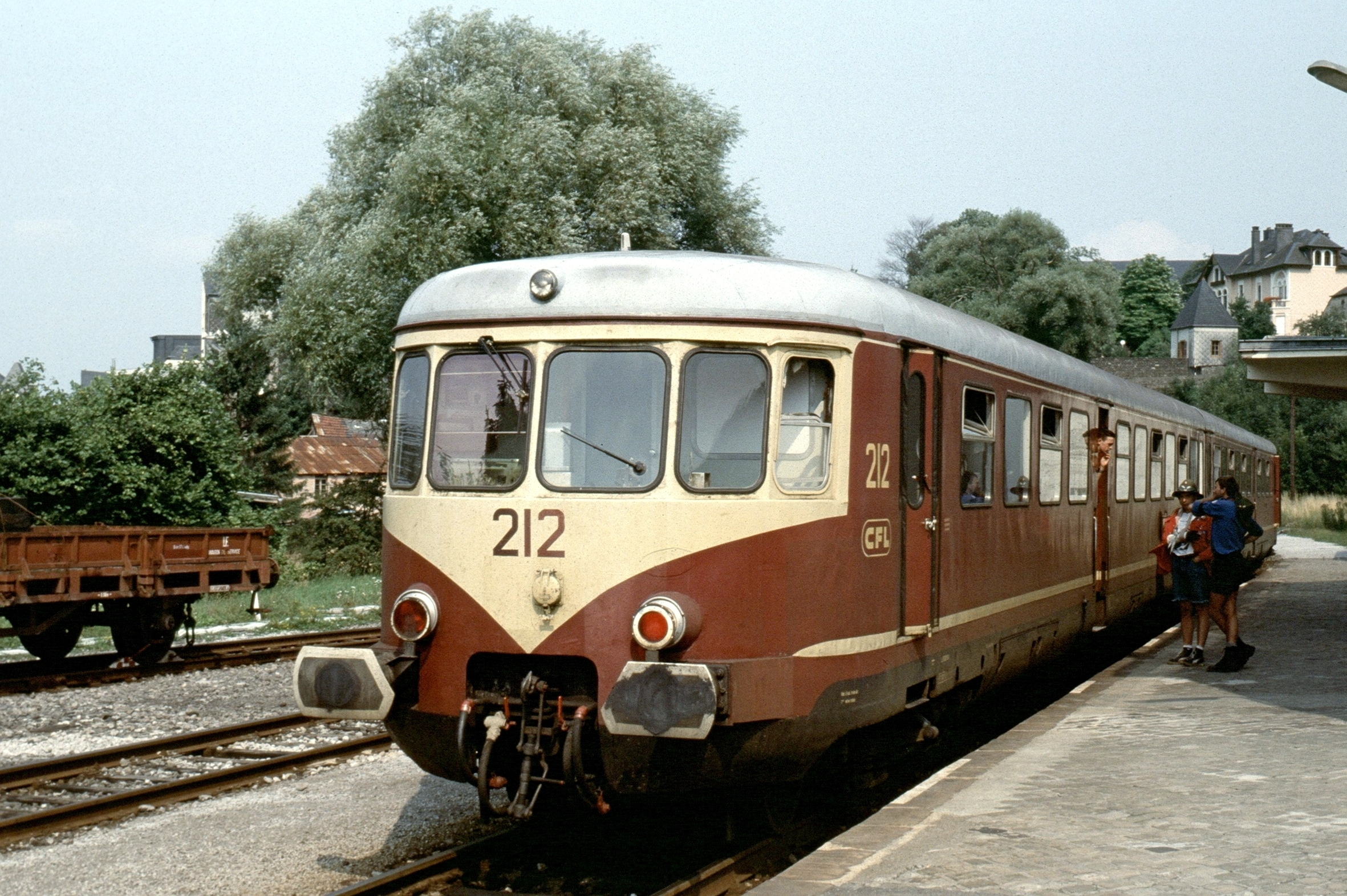
Motorvagn CFL-Baureihe Z 200 för Chemins de Fer Luxembourgeois